# الدوري النرويجي الممتاز 1960–61
الدوري النرويجي الممتاز 1960–61 (بالنرويجية: Hovedserien 1960–61)‏ هو موسم من الدوري النرويجي الممتاز. أشرف على تنظيمه اتحاد النرويج لكرة القدم، وكان عدد الأندية المشاركة فيه 16، وفاز فيه نادي فريدريكستاد.